# Czabak
Czabak (zm. 3 kwietnia 1909) – lwowski bandyta.
Z pochodzenia Rom, imię nieznane. Skazany za zabójstwo na tle rabunkowym, został stracony przez powieszenie 3 kwietnia 1909 r.
Bohater pieśni ulicznej (słowa przypisywane Janowi Broniszowi), opisującej jego ostatnie chwile. Oryginalny tekst pieśni napisany był w gwarze lwowskiej; Stanisław Grzesiuk śpiewał ją z nieco innymi słowami:
| Wersja lwowska | Wersja Grzesiuka |
| Raz z rana Czabak w winziennyj celi wienźniom sen dziwny upowiada: Sen dziwny miałym, o przyjacieli, sercy przyczuwa, bedzi biada. Dziś mi si śniła wysoka góra, na nio ciungnołym dwie armaty. Na złe wróżyła mi noc punura, pewnie my życi weznu katy. (...) | Raz Czabak z rana w więziennej celi sen dziwny więźniom opowiadał: sen dziwny miałem, moi przyjaciele, serce przeczuwa, że będzie biada. Dziś mi się śniła wysoka góra, na nią wciągałem armaty dwie. Na złe mi wróży ta noc ponura, pewno me życie zakończy się. (...) |